# Concordatul din 1927
Concordatul din 1927 a fost încheiat în data de 10 mai 1927 între Regatul României, pe de o parte, și Sfântul Scaun, pe de cealaltă parte. Din partea României a semnat ministrul Vasile Goldiș, ministru al Cultelor din guvernul Averescu, iar din partea Sfântului Scaun a semnat cardinalul Pietro Gasparri, cardinal secretar de stat.
Concordatul a permis reorganizarea Bisericii Catolice de rit latin și garanta credincioșilor exprimarea libertății religioase, așa cum fusese recunoscută, în Constituția din 1923, pentru ortodocși și greco-catolici.
Legea pentru ratificarea Concordatului cu Sfântul Scaun din 12 iunie 1929 a fost votată de Senat în ședința din 25 mai 1929 și de Adunarea Deputaților în ședința din 29 mai 1929. Legea a fost promulgată prin decretul nr. 1842/1929 și publicată în Monitorul Oficial nr. 126 din 12 iunie 1929.
În condițiile în care, la acea vreme, regele Mihai I era minor, decretul de promulgare a fost semnat de cei trei membri ai Regenței, unul din ei fiind chiar patriarhul Miron Cristea.

## Principalele prevederi ale Concordatului
Principalele prevederi ale Concordatului erau următoarele:
- Religia Catolică Apostolică, de orice rit, se va practica și exercita liber și în public, în tot Regatul României (art. 1) și recunoaște Bisericii Catolice din România ca personalitate juridică, conform dreptului comun al țării, capabilă să dobândească și să administreze bunurile patrimoniale care sunt garantate de stat, conform Constituției Regatului (art. 9).
- Se bucură de personalitate și capacitate juridică: parohiile, protopopiatele, mănăstirile, capitulele catedralelor, abațiile, episcopiile, mitropoliile și celelalte organizații canonic și legal constituite.
- Mitropoliții, episcopii și coadiutorii cum iure successionis trebuie să fie cetățeni români. Sfântul Scaun, înainte de numirea lor, va notifica guvernului regal persoana ce urmează a fi numită, spre a se constata de comun acord dacă nu ar fi în contra ei motive de ordin politic (art. 5).
- Ordinelor și congregațiilor religioase li se recunoaște personalitate juridică cu condiția ca ele să îndeplinească condițiile stabilite de legile în vigoare, vor putea deschide noi case numai cu încuviințarea dată în înțelegere de către Sfântul Scaun și Guvernul Român (art. 17 alin. 2), iar noi ordine și congregații se vor putea stabili în România (art. 17 alin 4). Vor putea deschide școli și fixa limba de predare (art. 19, alin. 3).
- Biserica are dreptul de a se îngriji de orice asistență religioasă pentru credincioșii ei în armată, spitale civile și militare, orfelinate, școli corecționale, penitenciare, ținând cont de regulamentul instituțiilor respective (art. 18).
- Biserica Catolică are dreptul de a înființa și întreține pe cheltuiala proprie: școli primare și secundare, care vor fi sub dependența episcopilor și sub supravegherea și controlul Ministerului Instrucțiunii Publice (art. 19 alin 1). Toate școlile vor avea dreptul de publicitate.

## Ruperea unilaterală a tratatului
Prin Decretul nr. 151 din 17 iulie 1948 concordatul a fost denunțat unilateral de autoritățile comuniste din România, iar în august 1948 guvernul a preluat o parte din prerogativele papale. Noua Lege a Cultelor consfințea dreptul puterii laice de a interveni în organizarea bisericească. Articolul 22 prevedea că „pentru crearea și funcționarea de eparhii (dieceze, superintendențe), se vor socoti în medie 750.000 de credincioși pentru fiecare eparhie". Astfel, statul, și nu Sfântul Scaun stabilea modul de organizare.
Denunțarea unilaterală a concordatului în vara anului 1948 a fost motivată de presa scrisă prin garantarea libertății religioase în R.P.R., ceea ce anula, implicit, și motivele ce au stat la baza unirii din 1698. Prin urmare, la 1 decembrie 1948, guvernul de la București a decretat „reunificarea cu Biserica Ortodoxă Română” a greco-catolicilor, act față de care Vaticanul a protestat.